# Cinara pilosa
Cinara pilosa är en insektsart som först beskrevs av Zetterstedt 1840. Enligt Catalogue of Life ingår Cinara pilosa i släktet Cinara och familjen långrörsbladlöss, men enligt Dyntaxa är tillhörigheten istället släktet Cinara och familjen barkbladlöss. Arten är reproducerande i Sverige. Inga underarter finns listade i Catalogue of Life.